# Hemotafonomie

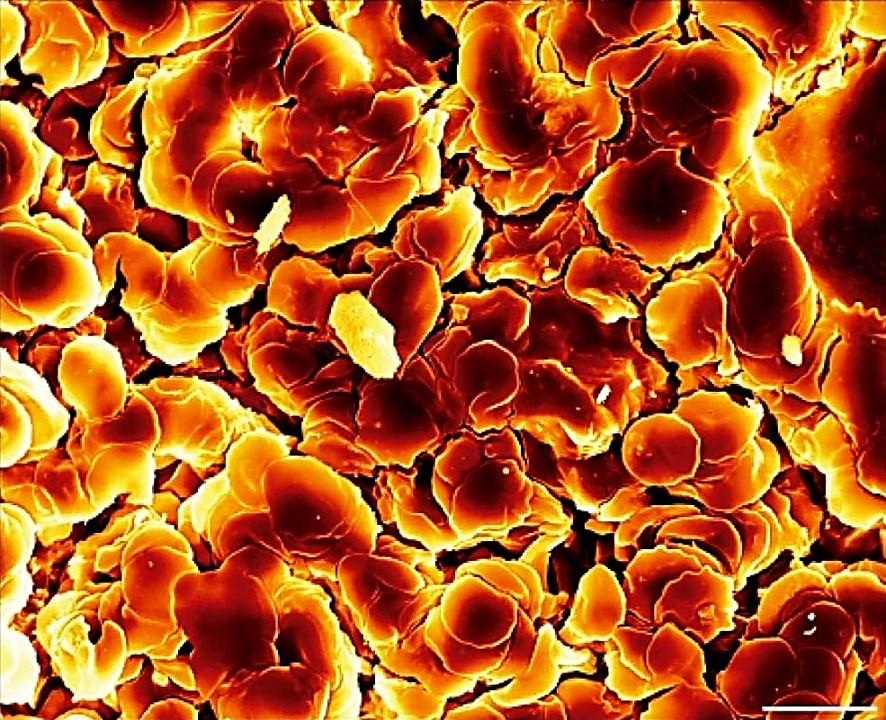
Micrografie cu microscop electronic cu scanare a unei pate de sânge uman. Imagine colorată cu software-ul atașat la microscop pentru a crește aspectul realist al petei. Bara de scară este egală cu 10 micrometri.

Hemotafonomie este știința care se ocupă cu citomorfologie în pete de sânge. Acest termen a fost propus de biologul catalan Policarp Hortolà în 1992, inspirat de cuvântul „tafonomie” introdus în paleontologie în 1940 de Ivan Efremov. Aplicarea acestei noi ramuri de cunoștințe științifice este relevantă în biologia criminalistică, arheologia preistorică și microscopie. 
Din punct de vedere practic, hemotafonomia are scopul de a determina dacă o pată este sau nu sânge, verificând prezența globulelor roșii. Dacă este cazul, urmează să se identifice dacă sângele provine sau nu de la un mamifer. Dacă sângele este de origine mamiferă, va trebui să se stabilească dacă provine de la un camelid (precum dromaderul, camila din Bactriana, guanaco, vicuña etc.), datorită morfologiei ovale, aplatizate și anucleate a eritrocitelor lor. Mai mult, fiind o tehnică de morfologie microscopică, hemotafonomia permite, de asemenea, identificarea globulelor roșii caracteristice drepanocitozei sau anemiei falciforme.
Hemotafonomie nu trebuie confundată cu analiza modelelor de pete de sânge (bloodstain pattern analysis).
La maior parte a globulelor roșii din petele de sânge împărtășesc morfologia cu cele descrise în hematologie. Cu toate acestea, două morfologii ale eritrocitelor se datorează în mod specific fenomenelor de uscare a sângelui, astfel încât acestea pot fi considerate ca morfologii caracteristice petelor de sânge ale (cel puțin) mamiferelor și, prin urmare, nu se găsesc în condiții fiziologice. Aceste forme sunt două:
- Hecatocitele (forme lunoide, legate de interacțiunea eritrocit-plasmă atunci când se usucă; etimologic din Hecate).
- Janocitele (replici negative, legate de amprenta lăsată de matricea de plasmă uscată; etimologic din Ianus).

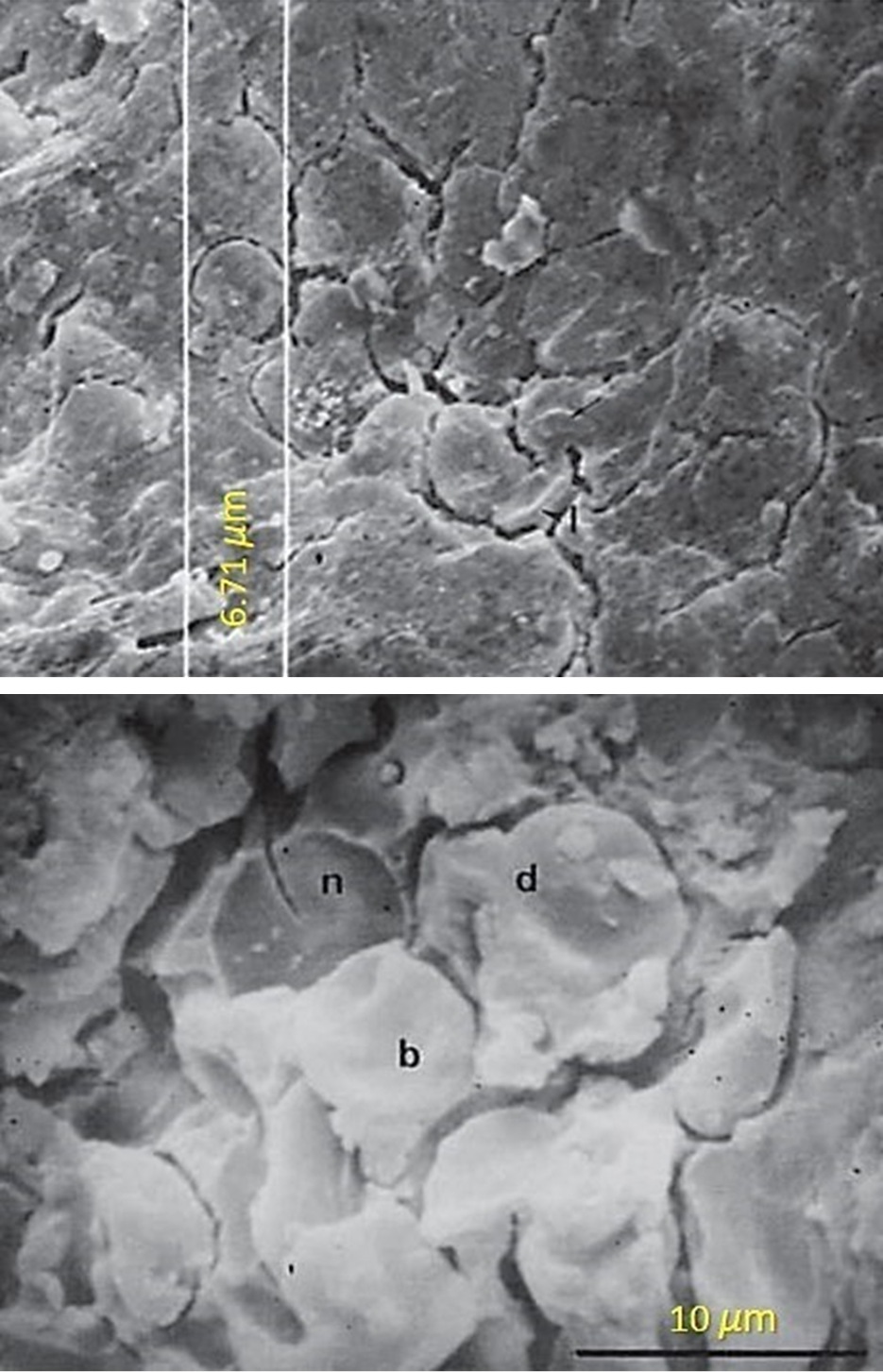
Micrografii de microscopie electronică de baleiaj ale unei pete de sânge experimentală de pecariul cu guler pe chert, îmbătrânite timp de un an. Sus, un hecatocit; jos, un janocit (n). Aceste două morfologii sunt specifice exclusiv petelor de sânge ale (cel puțin) mamiferelor. Sursa: Experimental SEM determination of game mammalian bloodstains on stone tools, Policarp Hortolà, Environmental Archaeology: The Journal of Human Palaeoecology, 2001, reprodus cu permisiunea editorului (Taylor & Francis Ltd, http://www.tandfonline.com).